# اچ‌ام‌اس هورنت (۱۷۹۴)
اچ‌ام‌اس هورنت (۱۷۹۴) (به انگلیسی: HMS Hornet (1794)) یک کشتی است که طول آن ۱۰۹ فوت ۲ اینچ (۳۳٫۳ متر) می‌باشد. این کشتی در سال ۱۷۹۴ ساخته شد.